# Popoff Mihály
Popoff Mihály (Mihail Popov; Pavlovszkaja, Oroszország, 1888. július 1. – Budapest, 1969. november 26.) százados, 1940. október 2-től 1944. június 13-ig érseki helynök, görögkeleti nagyprépost, adminisztrátor, a Debreceni Egyetem orosz és bolgár nyelv lektora, professzora.

## Élete
Doni kozák származású volt, szülei Mihail Popov lelkész és Dolgopolova Ludmilla voltak. A novocserkasszkiji papi szemináriumban tanult, ahol 1910-ben lelkészi képesítést szerzett. 1911-1914 között a rosztov-doni egyetem orvostanhallgatója. Az első világháborúban a 3., 10. és 15. doni kozák ezredek ezredorvosa, majd az orosz gárdatüzérség, és a fehérgárdista Vrangel-hadsereg tábori prépostja volt. A cári Oroszországból a vörös terror elől 1920-ban Görögországba emigrált, majd 1921-1928 között Bulgáriában élt mint plébános. 1928 áprilisában Magyarországra jött, azonban az orosz emigráns szervezetek egymás közötti intrikái folytán a Külföldieket Ellenőrző Országos Központi Hatóság 1932-ben kiutasította, és 1932-1937 között internálva élt Budapesten, majd Hajdúnánáson.
Ezután Debrecenben telepedett le, ahol egy debreceni örökbe fogadta, és így 1938. december 30-án magyar állampolgárságot szerzett. 1935-1937 között a debreceni Tisza István Tudományegyetem bölcsészhallgatója, ahol 1939 márciusában filozófiából doktorált. Papi szemináriumot is alapított. 1935-től a Nyári Egyetemen tartott oroszórákat. 1937-ben a debreceni Frontharcosszövetség közgyűlésén tartott bolsevistaellenes előadást. A bizantinológus Darkó Jenő ógörög-professzor támogatásával 1938. január 31-től a Debreceni Egyetemen tanított mint egyetemi orosz-bolgár lektor.
1941. április 12-én Horthy Miklós kormányzó a görögkeleti magyar és görögkeleti ruszin részek adminisztrátorává nevezte ki. Ez "az első lépés annak megvalósítására, hogy Magyarországon önálló görögkeleti egyház szerveztessék". 1941. június 1-én Munkácson beiktatták hivatali méltóságába, Kozma Miklós kormányzói biztos és Jeszenszky Sándor miniszteri tanácsos jelenlétében. Két hónappal később, augusztus 1-jétől a görögkeleti papok állami fizetést kaptak.
1942. április 9-én megalakult a Magyarországi Görögkeletiek Országos Jóléti Egyesülete, melynek elnöke lett. Mivel nem sikerült püspökké való kinevezését kieszközölnie 1943. májusában kérte felmentését, és 1944. május 3-án javasolták azt. Adminisztrátor helyetteseknek Oláh János méhkeréki lelkészt és Szabó László Theofán igumen, beregardói görögkeleti lelkészt javasolták.
1944. június 13-ig tanított a Debreceni Egyetemen, ekkor a Gestapo a Szovjetunióval való összeköttetés gyanújával letartóztatta. A Mosonyi-utcai fogházban, majd a komáromi Csillagerődben raboskodott. Halálra ítélték, azonban a kivégzés napján, 1944. december 28-án a vesztőhelyre kísérvén sikerült megszöknie. A második világháború végén Németh Romuáld többekkel Komáromfüssön rejtegette.
Budafokon telepedett le, és orosz nyelvórák tartásából élt. 1946-tól a budapesti Pázmány Péter Tudományegyetem orosz történelem előadója és a Petőfi Kollégiumban orosz lektor. A budapesti bölcsészkaron akart magántanári képesítést szerezni, ez azonban nem sikerült. 1946-47-ben a Magyar Közlöny rendeleteit fordította a Szovjetunió magyarországi javait kezelő hivatal jogi osztályán. 1947 februárjában a Debreceni Egyetem szerveződő orosz tanszékére jelentkezett professzornak, de elutasították.
1947. március 25-én mint emigránst a szovjet hatóságok letartóztatták, a Szovjetunióba hurcolták, ahol munkatáborokban mint orvos működött. Szovjetunióbeli fogsága alatt oroszra oktatta a munkatáborokban a magyar foglyokat. 1955. szeptember 7-én a Szovjetunió Legfelső Tanácsának határozata alapján szabadlábra helyezték, és mint magyar állampolgárt visszaszállították Magyarországra. Ezután óraadásból, fordításokból, később egyetemi tanári szolgálati évei után járó nyugdíjából élt. Munkaigénylési beadványaival nem foglalkoztak.

## Művei
- 1937 Szenvedések és szenvedélyek. Debrecen
- 1938 Az orosz lélek. Debrecen
- 1939 Krisztus karácsonyfája. Görögkatolikus Élet 3/1.
- 1939 Mese a vízcseppről. Görögkatolikus Élet 3/5-6.
- A romantika Puskin "Anyégin Eugén"-jében; Nagy Ny., Debrecen, 1942

Írt a Magyarság Évkönyvébe (1936) és a Magyar Kultúrába (1938).